# Pterolophia biplagiaticollis
Pterolophia biplagiaticollis là một loài bọ cánh cứng trong họ Cerambycidae.